# Ротбак
Ротбак (фр. Rothbach) — коммуна на северо-востоке Франции в регионе Гранд-Эст (бывший Эльзас — Шампань — Арденны — Лотарингия), департамент Нижний Рейн, округ Агно-Висамбур, кантон Рейшсоффен. До марта 2015 года коммуна административно входила в состав упразднённого кантона Нидербронн-ле-Бен (округ Агно).
Площадь коммуны — 7,99 км², население — 490 человек (2006) с тенденцией к стабилизации: 466 человек (2013), плотность населения — 58,3 чел/км².

## Население
Население коммуны в 2011 году составляло 466 человек, в 2012 году — 462 человека, а в 2013-м — 466 человек.
| 1962 | 1968 | 1975 | 1982 | 1990 | 1999 | 2006 | 2008 | 2011 | 2012 | 2013 |
| ---- | ---- | ---- | ---- | ---- | ---- | ---- | ---- | ---- | ---- | ---- |
| 428  | 412  | 420  | 441  | 472  | 510  | 490  | 494  | 466  | 462  | 466  |

Динамика населения:

## Экономика
В 2010 году из 308 человек трудоспособного возраста (от 15 до 64 лет) 231 были экономически активными, 77 — неактивными (показатель активности 75,0 %, в 1999 году — 70,2 %). Из 231 активных трудоспособных жителей работали 214 человек (119 мужчин и 95 женщин), 17 числились безработными (8 мужчин и 9 женщин). Среди 77 трудоспособных неактивных граждан 21 были учениками либо студентами, 28 — пенсионерами, а ещё 28 — были неактивны в силу других причин.